# Kisbér
Kisbér è una città di 7 532 abitanti situata nella contea di Komárom-Esztergom, nell'Ungheria settentrionale. 

## Amministrazione

### Gemellaggi
Kisbér è gemellata con:
- Eslohe, Germania
- Kolárovo, Slovacchia
- Câmpia Turzii, Romania